# MTV Unplugged (Giorgia)
MTV Unplugged è un album dal vivo di Giorgia, registrato durante la trasmissione televisiva omonima di MTV in versione acustica a Milano il 29 aprile 2005. Si tratta del primo MTV Unplugged italiano. Durante lo stesso concerto è stato registrato il DVD omonimo, uscito sul mercato qualche mese più tardi.
Nella conferenza stampa che ha seguito il concerto, la cantante romana ha inoltre detto di essere un po' stufa di cantare, anche per colpa delle pressioni che ci sono nel mondo discografico. Così poi non è stato, perché Giorgia dopo l'Unplugged ha lavorato ad altri progetti e nel 2007 ha pubblicato anche un nuovo album, Stonata.

## Descrizione
La raccolta contiene, oltre ai più famosi successi di Giorgia rielaborati in chiave acustica e con una conoscenza più profonda e matura della propria voce (Girasole, E poi, Gocce di memoria, L'eternità, Spirito libero), quattro cover di pezzi inglesi (Love's Need of Love Today di Stevie Wonder, I Heard Through the Gravepine di Marvin Gaye, cantato in duo con Ricky Fanté, Who's Lovin' You dei Jackson 5, I'll Stand By You dei Pretenders) e quattro inediti incentrati sul senso di abbandono dopo la perdita del partner, sulla perseveranza e sulle ambizioni, sulle paure dell'esistenza (Infinite volte, Il senso, Credere, Veloce Giorgia).
L'album in Italia ha avuto ottimi risultati di vendita. Nonostante, al contrario del precedente Ladra di vento, non abbia mai raggiunto la prima posizione della classifica della FIMI, è stato per diverse settimane al secondo posto, tallonato solo dalla raccolta di successi di Max Pezzali. Secondo la classifica di fine anno edita dalla stessa FIMI, l'album, con oltre 130 000 copie vendute, risulta 42° tra i più venduti in Italia nel 2005. Il CD nello stesso anno ha esordito al 39º posto della prestigiosa "European Chart" di Billboard.
Il disco ha permesso a Giorgia di vincere il premio "Riccio D'Argento" nella sezione "Migliori Cantanti Italiane" consegnatole al Teatro Rendano di Cosenza durante una tappa del suo tour.
Giorgia è l'autrice di tutti i testi delle quattro canzoni inedite con la collaborazione di Emanuel Lo, con il quale si è fidanzata nel 2004.

### Il dvd
Sul DVD si può vedere il concerto registrato da Giorgia. Inoltre, ci sono alcuni contenuti speciali, come il video di Infinite volte e alcuni filmati che mostrano le prove dell'Unplugged. Il DVD è uscito giorno 23 settembre 2005.

## Tracce
1. Love's In Need of Love Today – 2:15 (Stevie Wonder)
2. Girasole – 3:49 (testo: Giorgia – musica: Giorgia, Adriano Pennino)
3. So Beautiful – 4:33 (testo: Giorgia – musica: Giorgia, Michael Baker)
4. Strano il mio destino – 3:28 (testo: Giorgia – musica: Maurizio Fabrizio)
5. Il senso – 4:23 (testo: Giorgia – musica: Giorgia, Emanuel Lo)
6. La gatta (sul tetto) – 5:22 (testo: Giorgia – musica: Giorgia, Chris Henderson, Carol Eustace)
7. L'eternità – 4:03 (testo: Giorgia – musica: Tommy Barbarella)
8. Credere – 3:44 (testo: Giorgia – musica: Giorgia, Emanuel Lo)
9. Vivi davvero – 4:01 (Giorgia)
10. Di sole e d'azzurro – 4:38 (testo: Zucchero Fornaciari – musica: Matteo Saggese, Mino Vergnaghi)
11. I Heard It Through the Grapevine – 3:54 (Whitfield, Strong)
12. Veloce Giorgia (V.G.) – 4:04 (testo: Giorgia – musica: Giorgia, Emanuel Lo)
13. E poi – 6:53 (testo: Giorgia – musica: Giorgia, Massimo Calabrese, Marco Rinalduzzi)
14. Infinite volte – 4:14 (testo: Giorgia, Emanuel Lo – musica: Emanuel Lo, Giorgia)
15. Who's Lovin' You? – 6:05 (William "Smokey" Robinson)
16. Gocce di memoria – 4:28 (testo: Giorgia – musica: Andrea Guerra)
17. Spirito libero – 5:12 (testo: Giorgia – musica: Sonny T., Giorgia)
18. I'll Stand By You – 4:15 (Chrissy Hyndrole, B. Steinberg, T. Kelly)

### Contenuti speciali del dvd
1. Video di Infinite volte
2. Backstage dell'MTV Unplugged
3. Making of dell'MTV Unplugged
4. Intervista a Giorgia
5. Photogallery di Giorgia

### Le canzoni estratte
Per lanciare l'album in radio e nelle emittenti musicali, è stata scelta la canzone Infinite volte, che però non è uscita sul mercato come singolo. Il videoclip mostra immagini varie di un concerto (probabilmente si tratta delle prove dell'Unplugged) alternate ad una Giorgia malinconica mentre canta la canzone: una completa virata di genere rispetto ai provocanti video de La gatta (sul tetto) o Spirito libero, di qualche tempo prima.
Giorgia ha anche inciso una versione in studio di I heard it throught the grapevine di Marvin Gaye, senza il contributo di Fanté, destinata alle radio e colonna sonora del film di Michele Placido Romanzo criminale. Il video di questa canzone che è stato trasmesso nelle emittenti musicali è la stessa esibizione dell'Unplugged, con entrambi i protagonisti.

## Il concerto
Il concerto è stato registrato negli studi milanesi di MTV il 29 aprile 2005.
La canzone Infinite volte non era originariamente parte della tracklist: è stata inserita all'ultimo momento. Giorgia ed Emanuel Lo l'avevano pensata, tra l'altro, con un arrangiamento molto elettronico. Solo dopo è diventata una canzone acustica, evidentemente riuscita dato che è stata scelta per lanciare l'album in radio ed è stata eseguita più volte nel corso del Festivalbar. Nella scaletta originaria, inoltre, era presente Vetro sul cuore, poi eliminata.
Nella scaletta dell'Unplugged mancano due canzoni importanti nella carriera di Giorgia: Come saprei, con cui ha vinto il Festival di Sanremo 1995, e Marzo, dedicata ad Alex Baroni. La cantante ha spiegato l'assenza di queste canzoni così: «Per Come saprei mi sono quasi fatta violenza, cercando poi conferma nelle persone che mi stavano vicino. Quella canzone rappresenta il mio passato, che non rinnego assolutamente, ma questo Unplugged vuole essere un punto di svolta per il futuro. Marzo non riesco a cantarla perché eseguirla qui a Milano fa ancora male».

### I musicisti
- Tommy Barbarella: pianoforte e direzione musicale
- Sonny T: basso acustico, chitarra acustica e voce
- Mike Scott: chitarra acustica
- Michael Baker: batteria e voce
- Bashiri Johnson: percussioni

Per l'occasione, Giorgia si è circondata di persone con cui aveva già altre volte lavorato. Tommy Barbarella e Sonny T facevano parte della New Power Generation, la storica band di Prince.
Come ospiti speciali, hanno partecipato il trombettista Terence Blanchard in E poi, La gatta (sul tetto) e Spirito libero e il cantante Ricky Fanté in I Heard It Through the Grapevine.
Hanno collaborato i musicisti semiprofessionisti : Fabio Canzian (basso), Paolino Wilson (batteria), Mark Swenson (arrangiamento chitarre acustiche).

### I cantanti
Hanno partecipato nel coro anche Laura Piccinelli, Loredana Casula, Marsel Bason, Susanna Stivali, Valentina Naselli ed Elena Sbalchiero, con il contributo di Sandy Chambers.

### Il quartetto d'archi
Ha inoltre suonato un quartetto d'archi, formato da Abigeila Voshtina (1° violino), Xhiliola Kraja (2° violino), Giovanna Gordini (viola) e Eliana Gintoli (violoncello).

## Il tour
Come anticipato prima, subito dopo l'uscita del CD, è stato anche condotto da Giorgia per la penisola un tour estivo con la stessa scaletta del concerto. Tra una tappa e l'altra del Festivalbar, la tournée, denominata Unplugged Sessions 2005, ha toccato tra le altre città anche Asti, Taormina, Paestum, Lucca e Venezia. Questo tour estivo per la cantante, è stato ancora un successo, ampiamente previsto, visti i prezzi esorbitanti, in particolare per alcune date. In tre città è stato ospite Ricky Fantè, che ha prima cantato alcune sue canzoni, e poi duettato con Giorgia in I Heard it Through the Grapevine.
L'inverno successivo sono seguite tante altre tappe del tour nei palazzetti e nei teatri italiani, con piccole variazioni alla scaletta (è stata aggiunta, ad esempio, la canzone Viaggio della mente, tratta da Ladra di vento). Tra le città toccate da questo tour invernale, concentrato nei mesi di novembre e dicembre, ricordiamo Firenze, Torino, Genova, Bologna, Rimini, Cosenza, Palermo, Siracusa, Catania, Roma e Milano.